# قيقب تتري
القيقب التتري نوع نباتي ينتمي إلى جنس القيقب من الفصيلة الصابونية.